# Pycnodictya dentata
Pycnodictya dentata är en insektsart som beskrevs av Krauss 1902. Pycnodictya dentata ingår i släktet Pycnodictya och familjen gräshoppor. Inga underarter finns listade i Catalogue of Life.